# Львов Іван Володимирович
Іван Володимирович Львов (нар. 15 листопада 1991, Кременчук, Полтавська область, Україна) — український футболіст, захисник аматорського клубу «Темп» (Градизьк).

## Життєпис
Вихованець кременчуцького «Кременя», в складі якого в 2004—2008 роках вистуав у ДЮФЛУ. У дорослому футболі дебютував у сезоні 2006/07 років виступами за аматорський клуб «Кремінь-2-Криничка» (Кременчук). Провів за команду 1 поєдинок. Взимку 2009 року переведений до першої команди «Кременя». Дебютував за кременчуцьку команду 1 серпня 2009 року в переможному (2:0) домашньому поєдинку 2-о туру групи Б Другої ліги проти маріупольського «Іллічівця-2». Іван вийшов на поле на 89-й хвилині, замінивши Василя Кімова. У першій частині сезону 2009/10 років у футболці «Кременя» в Другій лізі провів 6 поєдинків.
Узимку 2010 року перейшов до іншої команди Полтавської області, «Гірник-спорт». Дебютував у футболці комсомольського клубу 1 травня 2010 року в нічийному (1:1) домашньому поєдинку 22-о туру групи Б Другої ліги проти дніпродзержинської «Сталі». Львов вийшов на поле в стартовому складі, а на 57-й хвилині його замінив Володимир Ткаченко. У другій частині сезону 2009/10 років відіграв 5 матчів у Другій лізі. Сезон 2010/11 років також розпочав у «Гірнику-спорт», але не зігравши за команду жодного офіційного поєдинку в 2011 році перейшов до аматорського клубу «Локомотив-Хлібодар» (Знам'янка). З цією командою того ж року виграв чемпіонат Кіровоградської області. З 2012 по 2015 рік виступав за «Фламінго» (Комсомольськ) у чемпіонаті Полтавської області. З 2017 року захищає кольори аматорського клубу «Темп» (Градизьк).

## Статистика виступів

### Клубна
Станом на 1 листопада 2009
| Клуб      | Сезон   | Ліга  | Ліга | Кубок | Кубок | Загалом | Загалом |
| Клуб      | Сезон   | Матчі | Голи | Матчі | Голи  | Матчі   | Голи    |
| --------- | ------- | ----- | ---- | ----- | ----- | ------- | ------- |
| «Кремінь» | 2009-10 | 6     | 0    | 0     | 0     | 6       | 0       |
| «Кремінь» | Загалом | 6     | 0    | 0     | 0     | 6       | 0       |
| Кар'єра   | Загалом | 6     | 0    | 0     | 0     | 6       | 0       |